# Manuel Zamarreño Villoria
Manuel Zamarreño Villoria (San Sebastián, 6 de enero de 1955-Rentería, 25 de junio de 1998) fue un político español víctima del terrorismo de ETA.

## Biografía
Manuel Zamarreño Villoria fue asesinado por ETA en Rentería el día 25 de junio de 1998, a los 43 años de edad. Era concejal en el Ayuntamiento de Rentería, cargo en el que llevaba 34 días sustituyendo al también asesinado José Luis Caso, y calderero de profesión, aunque se encontraba en paro. Estaba casado y tenía dos hijos.

### Asesinato
Antes de ser asesinado, Manuel Zamarreño había sufrido ataques y amenazas llegando a quemar un vehículo de su propiedad. La mañana del 25 de junio de 1998 sobre las 11:10 horas Manuel Zamarreño salió de su vivienda en el barrio de Capuchinos de Rentería, a comprar el pan. Al regresar, los terroristas activaron los tres kilos de amonal que habían colocado en una motocicleta que se encontraba aparcada en la acera y cuya bomba fue accionada a distancia. Al explosionar, Manuel Zamarreño fue alcanzado de lleno. Quedó tendido sin vida entre dos coches aparcados en batería, rodeado por un charco de sangre y con la ropa arrancada.
El miembro de la Ertzaintza que le escoltaba, Juan María Quintana, también fue alcanzado por la explosión y sufrió heridas de metralla y lesiones en un ojo. Fue trasladado en ambulancia al Hospital Nuestra Señora de Aránzazu, donde ingresó con síndrome por onda expansiva, heridas múltiples por metralla en buena parte del cuerpo y traumatismo ocular, por lo que fue intervenido quirúrgicamente. La onda expansiva de la explosión también causó importantes destrozos en varios automóviles y viviendas. La Ertzaintza se desplazó a la zona y llevó a cabo las primeras diligencias. Dos horas y media después el juez ordenó el levantamiento del cadáver.
El sumario de este asesinato fue incoado por el Juzgado Central de Instrucción nº 2 de la Audiencia Nacional. Este juzgado decretó mediante auto en diciembre de 1999 el sobreseimiento provisional.
Tras este atentado, no figura reivindicación alguna por parte de ETA en los días siguientes. Sin embargo, está probada la autoría de la banda terrorista ETA. Al no haberse dictado sentencia alguna por este atentado, ni constar ninguna investigación que impute a los autores del mismo, se desconoce la identidad de los asesinos.